# Пу, Лиза
Лиза Пу (фр. Lisa Pou; род. 28 мая 1999, Фрежюс) — монегасская пловчиха, ранее выступавшая за Францию, специалистка в плавании на открытой воде, бронзовый призёр чемпионата мира 2025 года, бронзовый призёр чемпионата Европы 2018 года. Участница летних Олимпийских игр 2024 года.

## Карьера
В 2018 году, представляя Францию, стала обладательницей бронзовой медали в составе эстафетной команды на открытой воде на чемпионате Европы в Глазго.
С 2023 года выступает за Монако.
На Олимпийских играх в Париже, уже представляя Монако, стартовала на открытой воде на дистанции 10 километров, где стала восемнадцатой.
В 2025 году на чемпионате мира в Сингапуре завоевала бронзовую медаль на олимпийской дистанции 10 км.